# Ballygrant
Ballygrant är en by i Killarow and Kilmeny, på ön Islay, Argyll and Bute, Skottland. Byn är belägen 5 km från Port Askaig. Orten hade 83 invånare år 1961.